# 南京大胜关长江大桥 (铁路)
南京大胜关长江大桥位于大胜关公路大桥（原名南京长江三桥）上游1.55公里大胜关处，距南京长江大桥约20公里处，全长14789米，主桥长1615米。大桥由中国中铁大桥勘测设计院集团有限公司设计、中国中铁大桥局集团承建。大桥主要为六跨连续钢桁梁拱桥，主跨2×336米，连拱为世界同类桥梁最大跨度，桥上按六线布置，分别为京沪高速铁路双线、沪汉蓉铁路双线和南京地铁S3号线双线，其中京沪高速铁路设计时速达300公里，沪汉蓉铁路为I级干线，客货共线，客车设计行车时速是200公里，南京地铁行车时速是80公里。工程总投资45.6亿元，2006年7月铁道部批准动工，2011年1月正式通车，橋上可同時運行六列列車。
大桥整体构成为：北岸引桥（5596.2m）+北岸合建区段引桥（1202.4m）+水域合建区段主桥（1615.0m） +南岸合建区段引桥（856.6m）+南岸引桥（5424.0m）

## 工程进度

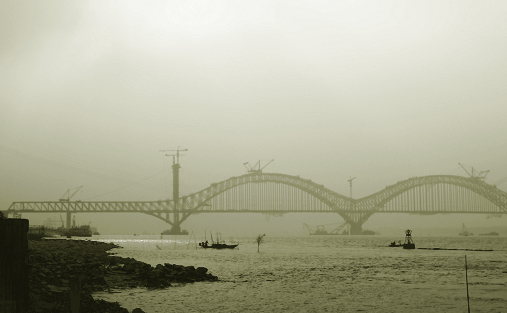
建设中的大胜关长江大桥，摄于2009年11月

- 2006年9月14日，大桥提前于京沪高速铁路开工[1]；
- 2008年2月27日，大桥开始全面架设钢梁[5]
- 2009年9月28日，大桥顺利合龙贯通[6]。
- 2011年1月11日，大桥沪汉蓉铁路双线正式运营
- 2011年6月30日，大桥京沪高速铁路双线正式运营
- 2017年12月6日，位於大桥兩側的南京地铁S3号线正式运营，至此六線齊通

## 奖项
2012年6月，京沪高速铁路南京大胜关长江大桥被授予乔治·理查德森奖。